# Wolfgang Klinger (Politiker)

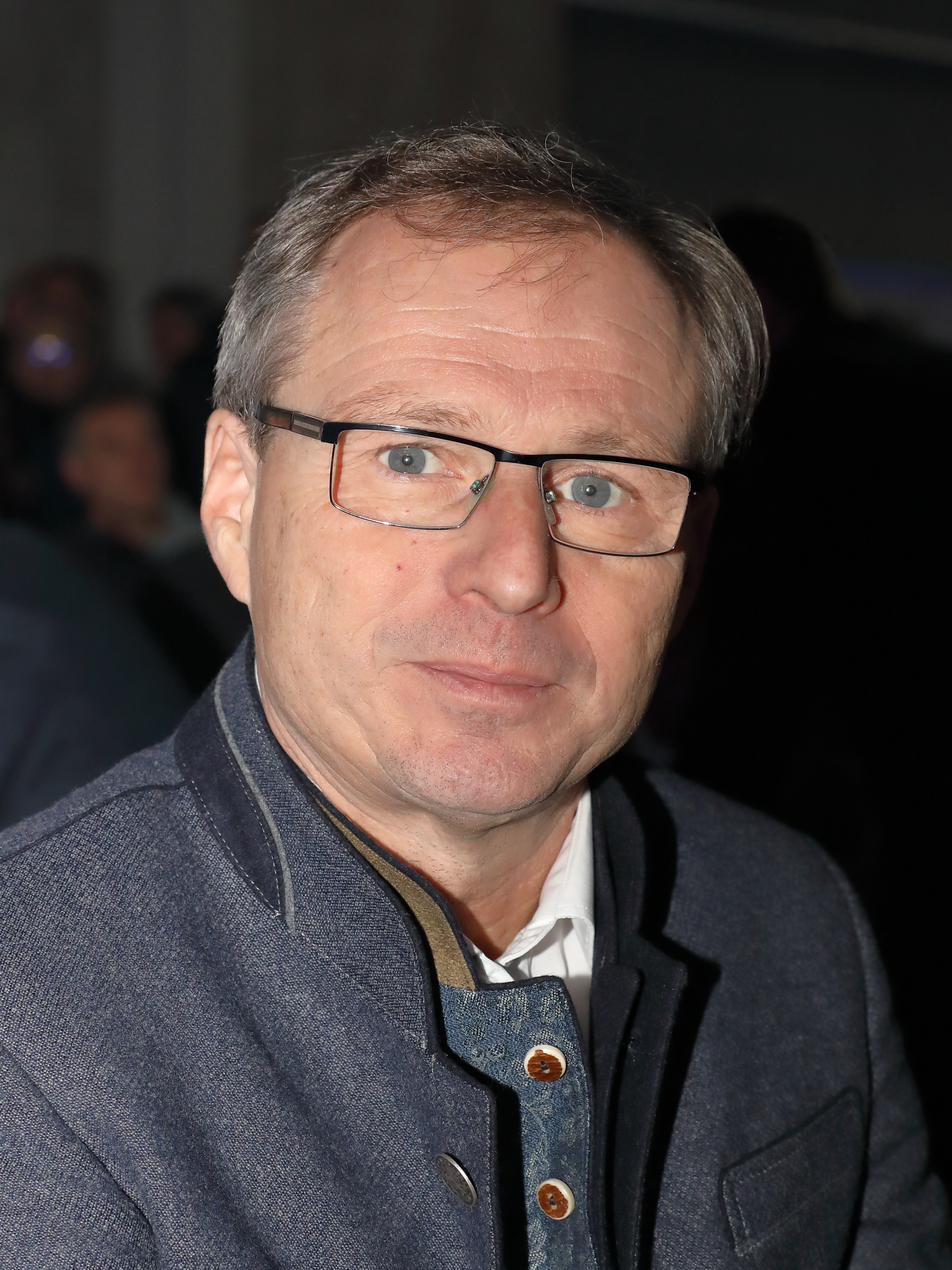
Wolfgang Klinger (2019)

Wolfgang Franz Klinger (* 10. Mai 1959 in Wels) ist ein österreichischer Politiker (FPÖ), Transport- und Bauunternehmer sowie Gastwirt. Ab dem 23. Mai 2019 war er Landesrat der Oberösterreichischen Landesregierung Stelzer I. Seit dem 23. Oktober 2021 ist er Abgeordneter zum Oberösterreichischen Landtag.

## Beruf und Privatleben
Klinger besuchte von 1965 bis 1973 die Volks- und Hauptschule in Gaspoltshofen und danach zwischen 1973 und 1978 die Höhere technische und gewerbliche Anstalt in Saalfelden. Den Präsenzdienst leistete er im Luftabwehrbataillon 4 und 3 in Hörsching ab. Er betreibt ein Transportunternehmen und einen Gastronomiebetrieb in Gaspoltshofen. Das Gasthaus Klinger ist seit 115 Jahren in Familienbesitz, Klinger führt zudem seit 20 Jahren das ebenfalls in Familienbesitz befindliche Transportunternehmen.
Wolfgang Klinger ist verheiratet und Vater zweier Töchter (* 1982 bzw. 1988) und eines Sohnes (* 1991). Er lebt in Gaspoltshofen. In seiner Jugend war er Österreichischer Vize-Meister im Judo.

## Politischer Werdegang
Klinger ist seit 1991 Ortsparteiobmann der FPÖ-Gaspoltshofen sowie Gemeinderat und Fraktionsobmann. 1997 wurde Klinger in der Gemeindevorstand von Gaspoltshofen gewählt, 2003 wurde er Bürgermeister. 2009 wurde Klinger mit 65,86 % und 2015 mit 64,78 % jeweils im ersten Wahlgang als Bürgermeister bestätigt.
Seit 1991 ist er zudem im Landesvorstand des Rings Freiheitlicher Wirtschaftstreibender (RFW). 2004 wurde er zum Landesobmann des RFW-Oberösterreich gewählt. In der Wirtschaftskammer Oberösterreich sowie der Bundeswirtschaftskammer übt Klinger mehrere Funktionen aus, insbesondere in der Sparte Transport und Verkehr und im Wirtschaftsparlament.
Klinger ist seit 2009 Bezirksparteiobmann der FPÖ-Grieskirchen/Eferding. Ab Oktober 2009 war Klinger Abgeordneter zum Oberösterreichischen Landtag und Bereichssprecher für Wirtschaft und Gemeinden. In dieser Funktion wurde er Anfang Juli 2016 von Sabine Binder abgelöst, da er mit 29. Juni 2016 als Nachfolger von Heinz-Peter Hackl in den Nationalrat wechselte. Am 21. Mai 2019 wurde er als Nachfolger des zurückgetretenen Sicherheits-Landesrats Elmar Podgorschek nominiert und am 23. Mai 2019 angelobt. Im Nationalrat rückte für ihn Roman Haider nach, dessen freigewordenes Mandat Thomas Dim übernahm.
Nach der Landtagswahl 2021 schied er aus der Landesregierung aus und wurde in der konstituierenden Sitzung der XXIX. Gesetzgebungsperiode am 23. Oktober 2021 als Abgeordneter zum Oberösterreichischen Landtag angelobt, wo er als stellvertretender FPÖ-Klubobmann fungiert.